# 阿歷斯·奧利華拉
阿歷斯·赫辛利·迪·奧利華加（英語：Alex Chandre de Oliveira，1977年12月21日—2014年6月14日），巴西职业足球运动员。
他曾在2006-2007年效力於中國球會浙江綠城。

## 連結
- Sambafoot[]